# Isaac Serna Guzmán
Isaac Fredy Serna Guzmán (Santiago de Chocorvos, 12 de noviembre de 1955) es un ingeniero mecánico y político peruano. Fue congresista de la república por la región Ica durante el periodo 2006-2011.

## Biografía
Nació en el distrito de Santiago de Chocorvos, provincia de Huaytará, departamento de Huancavelica, el 12 de noviembre de 1955. Hijo de Lino Serna Sayritúpac y Eva Guzmán Vda. de Serna.
Realizó sus estudios primarios en la ciudad de Ica y los secundarios en la Gran Unidad Escolar San Luis Gonzaga de esta última ciudad.
Entre 1976 y 1983 cursó estudios superiores de ingeniería mecánica en la Universidad Nacional San Luis Gonzaga de Ica.

## Vida política
Su carrera política la inicia en las elecciones generales del 2000, donde postuló al Congreso de la República por Unión por el Perú, sin embargo no resultó elegido. Intentó nuevamente postular al Congreso de la República por Unión por el Perú en las elecciones generales del 2001, nuevamente sin éxito.
Para las elecciones regionales y municipales del 2002, Serna fue candidato a la Presidencia Regional de Ica, sin embargo no resultó elegido.

### Congresista de la República
En las elecciones generales del 2006, fue elegido como congresista de la República en representación de Ica por Unión por el Perú, con 30,148 votos, para el periodo parlamentario 2006-2011.
Durante su gestión, participó en la formulación de 279 proyectos de ley de los que 59 fueron aprobados como ley de la república.
Intentó su reelección en las elecciones generales del 2011 por la Alianza Solidaridad Nacional, sin embargo no resultó reelegido